# میناماتا، کوماموتو
میناماتا در استان کوماموتو در کشور ژاپن  واقع شده‌است  که دارای جمعیت ۲۸٬۱۲۳ نفر و مساحت ۱۶۲٫۸۸ کیلومتر مربع با تراکم جمعیت ۱۷۳  نفر در کیلومترمربع است و در تاریخ ۱ آوریل ۱۹۴۹ به عنوان شهر شناخته شد.